# James William Boyd
James William Boyd (14 de septiembre de 1822 - 1866) fue un oficial de los Estados Confederados que una teoría de la conspiración alega que pudo haber sido asesinado en lugar de John Wilkes Booth, el asesino del Presidente Abraham Lincoln.
James W. Boyd nació en Hopkinsville, Kentucky, el 14 de septiembre de 1822, y vivió en Jackson, Tennessee donde se casó con Caroline A. Malone en 1845, y tuvieron siete hijos. Boyd fue capitán en la sexta Infantería de los Estados Confederados del Ejército de Tennessee, durante la Guerra Civil Americana. Boyd fue capturado en Jackson en 1863 y mantenido como prisionero de guerra por la Unión. En diciembre de 1864, mientras continuaba prisionero, pidió permiso para ser liberado y así regresar a casa para cuidar a sus siete hijos sin madre. La esposa, Caroline, había muerto mientras él estaba encarcelado. Edwin M. Stanton, el Secretario de Guerra de los Estados Unidos, aprobó la petición de Boyd el 14 de febrero de 1865. El paradero oficial de Boyd después de su marcha todavía es un misterio. Su hijo, James, recibió una carta para encontrarse con él en Brownsville, Texas, para un viaje a México, pero Boyd nunca apareció y no se hizo más contacto con él.
De acuerdo a una teoría en el libro de 1977 y luego película, The Lincoln Conspiracy, Boyd fue confundido con John Wilkes Booth y asesinado el 26 de abril de 1865, en la granja de Richard Garrett, cerca de Bowling Green, Condado de Carolien, Virginia. La teoría añade que el gobierno de Estados Unidos estaba al tanto del error, pero lo ocultó y, por tanto, permitió que Booth escapara.
James L. Swanson dice de esta afirmación, "El mito de supervivencia de John Wilkes Booth, andando por las tierras, evoca el destino tradicional de los condenados, de un espíritu maldito que no puede encontrar descanso. No hay duda que Booth era el hombre que murió en la granja de Garrett."